# 尤文瀚
尤文瀚（1989年6月24日－），台灣宜蘭人，旅行文學作家。

## 生平
1989年6月24日，尤文瀚出生於台灣宜蘭市，罕見疾病逢希伯‧林道症候群（Von Hippel–Lindau disease，VHL症候群）患者。
國立臺灣師範大學東亞學系畢業。
2015年獨自徒步穿越內蒙古庫布齊沙漠、2016年完成摩托車環遊中國、2017年完成自行車環遊日本、2019年完成摩托車環遊蒙古國。
在旅途中以文字及影像記錄見聞，分別在2017年、2018年出版書籍著作：《夢想，在路上》、《日本一周》。
《夢想，在路上》獲選為文化部第40屆全國中小學生優良讀物，其他文章散見於民報、海峽旅遊雜誌、皇冠雜誌等。

## 作品及文章
- 《夢想在路上》（台北：平裝本出版，2017）
- 《日本一周》（台北：平裝本出版，2018）
- 《蒙古：遊牧民族的生活智慧》（China：STRAIT TRAVEL，2020.09)
- 《北國冰都網走：流冰與北方文化》（China：STRAIT TRAVEL，2020.10)
- 《日本北國之門：那些被遺忘的祭祀與歌謠》（China：STRAIT TRAVEL，2021.03)

## 外部連結
- 罕病鬥士尤文翰 機車環遊大陸3萬里 - 財團法人罕見疾病基金會 （页面存档备份，存于）
- 罕病作家尤文瀚 騎菜籃車環日 腫瘤加速夢想 - 蘋果日報 （页面存档备份，存于）
- 罕病青年「單眼」丈量世界 尤文瀚獨自征戰萬里走出未預期人生 - 民報 （页面存档备份，存于）
- 動念──唯有經歷過的世界才意義 - 獨立評論 （页面存档备份，存于）
- 旅遊作家 尤文瀚透過旅行文學領略不同的視野 - 中央廣播電台 （页面存档备份，存于）